# Robert Hamilton
Robert Cumming Hamilton (Elgin, 13 maggio 1877 – Elgin, 2 maggio 1948) è stato un calciatore scozzese, di ruolo attaccante.
Fu il miglior marcatore al mondo sia nel 1899 sia nel 1904.

## Carriera
Fu per 6 volte capocannoniere del campionato scozzese (1898, 1899, 1900, 1901, 1904, 1905).

## Palmarès

### Club

#### Competizioni nazionali
- Campionato scozzese: 4

Rangers: 1898-1899, 1899-1900, 1900-1901, 1901-1902
- Coppa di Scozia: 2

Rangers: 1897-1898, 1902-1903